# Poney de selle belge
Le poney de selle belge (néerlandais : Belgische Rijpony, abrégé BRP) est une race de poneys de sport, originaire de Belgique. Il dispose d'un stud-book, dans lequel l'enregistrement s'effectue sur performances. La race reste rare, avec moins de 360 individus enregistrés en 2013.

## Histoire
L'origine du poney de selle belge remonte à 1973, par croisements entre différentes souches de poneys de sport, dans l'objectif d'obtenir une monture de compétition adaptée aux jeunes cavaliers. Le poney Connemara fait notamment partie de ces ascendants.

## Description
Il existe deux fourchettes de taille. Le plus petit type toise de 1,10 m à 1,32 m,. Le plus grand type va de 1,32 m à 1,49 m,.
C'est un poney de sport. Le type est très variable, mais ressemble globalement à celui des autres poneys de sport européens, avec un modèle athlétique. La tête est fine, dotée d'un profil rectiligne. L'encolure est plutôt longue, le poitrail large, le garrot sorti, et les membres fins. L'épaule est longue et inclinée, et le modèle s'inscrit dans un rectangle.
La couleur de robe est également très variable, pouvant être baie, alezane, grise, ou encore palomino.
Le caractère est réputé doux et volontaire
L'enregistrement s'effectue dans un stud-book ouvert, acceptant les sujets sur performances sportives plutôt que sur ascendance. Des inspections extérieures et essais montés sont organisés, un prix national est décerné au meilleur sujet du pays pendant l'approbation des étalons.

## Utilisations
La race est essentiellement destinée aux sports équestres sur poney, notamment au saut d'obstacles, au dressage et à l'attelage.

## Diffusion de l'élevage
La race est propre à la Belgique. L'étude menée par l'Université d'Uppsala, publiée en août 2010 pour la FAO, signalait le poney de selle belge comme race de chevaux locale européenne dont le niveau de menace est inconnu. Le poney de selle belge est en revanche signalé comme menacé d'extinction sur la base de données DAD-IS, qui indique par ailleurs un cheptel de seulement environ 240 à 360 individus recensés en 2013. Pourtant, l'auteure du guide Delachaux (2016) estime que la race serait en « plein essor ».